# Zdeněk Škrland
Zdeněk Škrland (ur. 6 lutego 1914 w Pradze, zm. 6 marca 1996 tamże) – czeski kajakarz, kanadyjkarz. W barwach Czechosłowacji złoty medalista olimpijski z Berlina.
Zawody w 1936 były jego jedynymi igrzyskami olimpijskimi. Triumfował w kanadyjkowej dwójce na dystansie 10 000 metrów, partnerował mu Václav Mottl. W 1938 sięgnęli po brąz mistrzostw świata na dystansie 1000 metrów.